# Jurij Skuratow

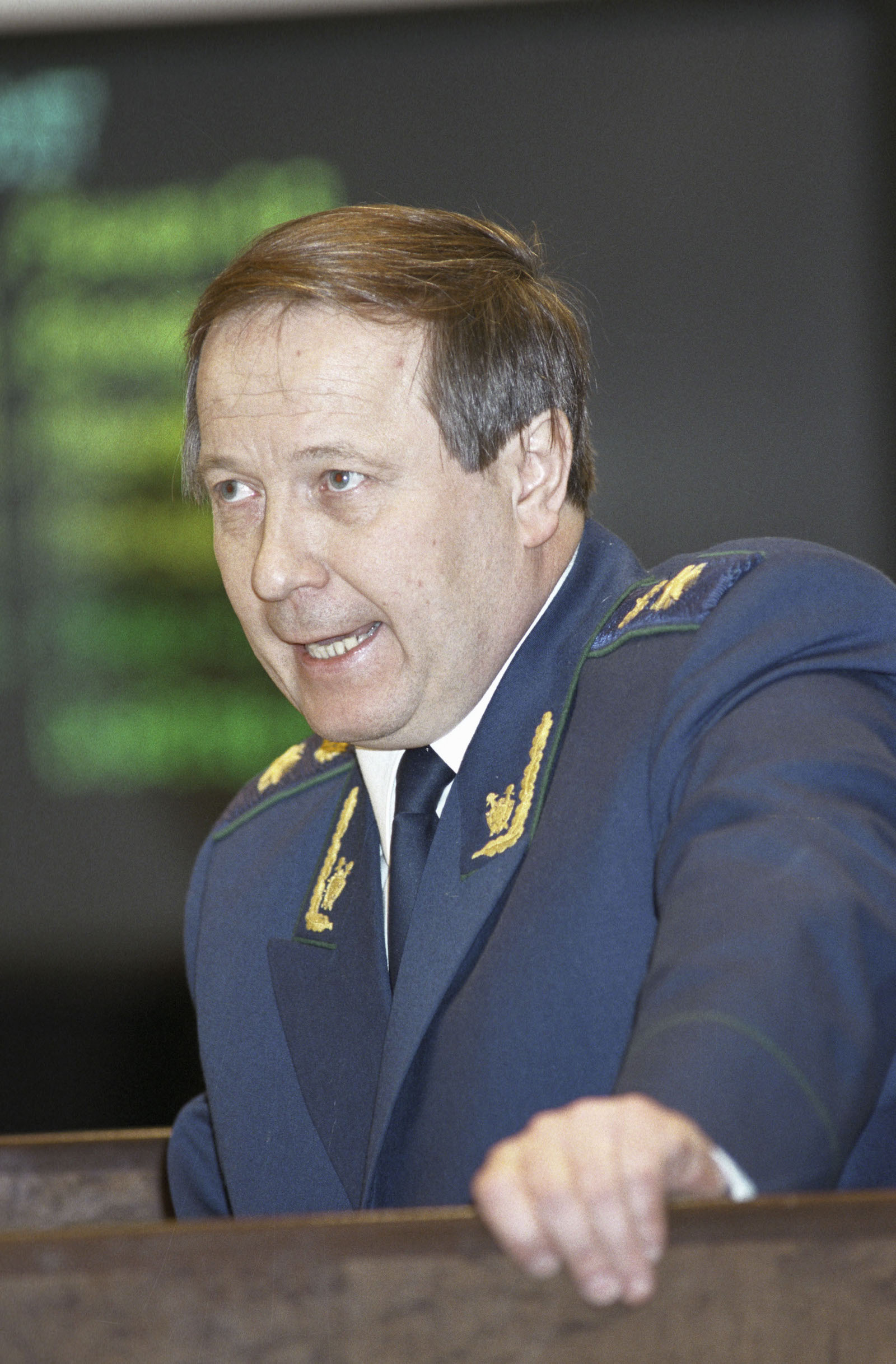
RIAN archive 21953 Yuri Skuratov

Jurij Iljicz Skuratow (ros. Ю́рий Ильи́ч Скура́тов, ur. 3 lipca 1952 w Ułan Ude) – rosyjski polityk, prawnik, prokurator generalny Federacji Rosyjskiej (1995-1999).

## Życiorys
W latach 1968–1973 studiował w Swierdłowskim Instytucie Nauk Prawnych, w latach 1973-1974 odbywał służbę wojskową w Kraju Nadmorskim, w latach 1974-1977 aspirant Swierdłowskiego Instytutu Nauk Prawnych. Profesor nauk prawnych, wykładowca, docent, kierownik katedry prawa państwowego i administracyjnego, w latach 1986-1989 dziekan wydziału Swierdłowskiego Instytutu Nauk Prawnych, w latach 1989-1991 zastępca szefa Wydziału Inicjatyw Ustawodawczych KC KPZR, po rozpadzie ZSRR pracował w Ministerstwie Bezpieczeństwa Federacji Rosyjskiej. Od 1993 członek Kolegium Prokuratury Generalnej, w latach 1995-1999 prokurator generalny Federacji Rosyjskiej. W 2000 kandydował bez powodzenia w wyborach na prezydenta Rosji. Członek KC KPFR.
Był jedną z osób, która publicznie podnosiła temat korupcji wśród czołowych polityków Federacji Rosyjskiej. Wkrótce po tym, gdy wszczął śledztwo przeciwko firmom powiązanym z rosyjską administracją, doszło do publikacji tzw. kompromatów uderzających w Skuratowa, a następnie on sam został odwołany z funkcji prokuratora generalnego na wniosek prezydenta Władimira Putina.

## Życie prywatne
Jest żonaty. Ma dwoje dzieci – syna Dmitrija, prawnika, pracującego jako dyrektor generalny prokremlowskiego kanału telewizyjnego Cargrad TV (od stycznia 2020), i córkę Aleksandrę, prawniczkę.